# Toastmasters
Toastmasters International ist eine 1924 in den USA von Ralph Smedley gegründete Non-Profit-Organisation zur Förderung der Kunst des öffentlichen Redens, der effektiven Kommunikation sowie der Menschenführung. Die Organisation hat nach eigenen Angaben weltweit mehr als 16.800 Clubs in 143 Ländern der Erde mit rund 358.000 Mitgliedern (Stand 9/2019). Toastmasters International ist in den USA als gemeinnützig anerkannt, die Club-Vorstände und andere Mitglieder sind ehrenamtlich tätig.
Toastmasters International bietet ein rhetorisches Trainingsprogramm mit verschiedenen Stufen und Projekten an. Dieses wird von den Mitgliedern der Clubs im Rahmen verschiedener Projekte genutzt, wozu einzelne Reden wie etwa auch die Organisation von Veranstaltungen, Festen und Treffen gehören können. Toastmasters International als Organisation ist weder politisch noch religiös aktiv und bietet seinen Mitgliedern die Vorteile eines weltweiten Netzes.

## Hinweise zu Gründung und Gründer
Smedley war ab 1904 als Weiterbildungsbeauftragter und in anderen hauptamtlichen Positionen bei verschiedenen lokalen CVJM in Illinois und später Kalifornien tätig. Darüber hinaus begründete er Rhetorikclubs für fortgeschrittene Highschool-Schüler innerhalb des CVJM. Dabei hielten die Schüler kurze Reden und übernahmen wechselnd kleinere Rollen im Lauf der Veranstaltung. Smedley und andere erfahrene Mitglieder übernahmen die individuelle Bewertung der Reden im Rahmen eines Feedbacks. Der erste Club, der den Weggang des Gründers überlebte, war der am 22. Oktober 1924 im CVJM von Santa Ana gegründete Smedley Club Number 1. Danach kam es zu einem rasanten Wachstum des Konzepts wie der zugehörigen Organisation.
Als (Non-Profit-)Organisation wurde Toastmasters International im Dezember 1932 in Kalifornien eingetragen und löste sich damit vom CVJM. Smedley, der auch Mitglied im Rotary Club von Santa Ana war, stand ab 1941 als Rentner dem Geschäftsbetrieb von Toastmasters International vor. Als Vorsitzender wurde er 1945 abgelöst, war aber bis zu seinem Tod Mitglied im Vorstand.
Smedley verfasste Handbücher und Regularien für Toastmasters International. Er war sehr an Henry Martyn Roberts Robert’s Rules of Order interessiert. Dessen Vorgaben zur Geschäftsordnung sind auch bei den Vorständen (Board of Directors) von Vereinen und Firmenvorständen in der englischsprachigen Welt verbreitet.

## Zugang
Toastmasters tagen grundsätzlich öffentlich. Wer kein Mitglied ist, kann als Gast teilnehmen, das Halten von Reden ist aber zahlenden Mitgliedern vorbehalten. Gäste können sich jedoch im Rahmen der Stegreifreden aktiv beteiligen. Eingetragene Mitglieder können bei anderen Clubs am gesamten Programm teilnehmen, wobei bei Gästen außerhalb der eigenen Region eine vorherige Anmeldung sinnvoll ist oder erbeten wird. Toastmasters organisieren sich in lokalen Clubs, zumeist nach US-amerikanischem Vorbild und entsprechender Organisationsstruktur. In Deutschland gibt es deutsch-, englisch-, französisch- und italienischsprachige sowie auch mehrsprachige Clubs, darunter auch einige als eingetragene Vereine. Jeder Club hat ein auf ein Jahr gewähltes Board, bestehend aus einem Vorstand („President“) und verschiedene Beisitzern („Vice Presidents“) mit den Aufgaben Training, Öffentlichkeitsarbeit, Mitgliederschaft, Kassierer, sowie den für das Aufräumen und Einrichten des Clubraums zuständigen „Sergeant at Arms“ (dt. etwa „Waffenmeister“).
Es gibt auch von Unternehmen gesponserte Clubs, ohne feste Mitgliedschaft. Dazu gehören unter anderem American Express, Apple, AT&T, Bayer, Boeing, Coca-Cola, Dell, EDS, Federal Express, Hewlett-Packard und IBM.

## Praxis
In den Clubs finden regelmäßige Treffen mit 15 bis 25 Teilnehmern statt. Diese Treffen haben ein festes, vorbereitetes Programm und es wird Wert auf die Einhaltung der Zeitplanung, insbesondere einen pünktlichen Start und ein pünktliches Ende gelegt. Pünktliches Erscheinen ist erwünscht, wer später kommt sollte darauf achten, nicht lautstark mitten in eine Rede zu platzen und Redner und Publikum so abzulenken.
Die Redner bereiten ihre Redeprojekte mit Hilfe von Handbüchern vor. Bei jedem Redeprojekt steht jeweils eine Technik wie „Komm auf den Punkt“, „Körpersprache“ oder „Mit Leidenschaft überzeugen“ im Vordergrund. Der Inhalt der Rede bleibt dem Redner überlassen, wobei es keine Tabus seitens Toastmasters International gibt, sondern nur auf angemessene Wortwahl geachtet werden soll. Clubs können sich aber selber Regeln setzen. Die vorbereiteten Reden dauern zwischen fünf und sieben Minuten, bei fortgeschrittenen Projekten (Verkaufs- und Kritikgesprächen, simulierte Fernseh- und Radioauftritte, Vorlesen und Erzählen bis zum Vortrag historischer Reden und Gedichte) und Schulungsvorträgen aber auch bis zu 20 Minuten. Ein anderes, erfahrenes Mitglied bewertet die Rede direkt und zeigt dem Redner dessen Stärken auf und weist auf Verbesserungspotenzial hin, was den Clubs unter anderem den Spitznamen Club der netten Richter eingetragen hat.
Der „Toastmaster des Abends“ leitet als Moderator durch das etwa 60- bis 90-minütige Programm, zu dem auch Stegreifreden und ein Spruch oder Witz des Tages gehören können. In der Regel werden zwischen 2 und 5 vorbereitete Reden vorgetragen und je nach Zeitplanung ca. 3 bis 7 Stegreifreden (unvorbereitete Reden) – anschließend gibt es zu jeder Rede ein Feedback bzw. eine Bewertung.
Neben der Moderation des Treffens werden unterschiedliche Rollen, so die individuelle Bewertung, die Kontrolle der Sprechzeiten, die Beurteilung der Grammatik und Formulierung sowie das Zählen von „Ähs“ und Füllwörtern von einzelnen Teilnehmern im Vorfeld übernommen. Bei manchen deutschen Clubs ist zudem die Rolle eines „Pub Masters“ üblich, der die Teilnehmer nach dem Treffen in eine Kneipe einlädt und dabei die Tischreservierung (nicht die Rechnung) übernimmt. Da bei jedem Treffen ein anderer Teilnehmer Toastmaster des Abends sein kann, üben alle Mitglieder neben dem Reden auch das Leiten von Veranstaltungen. Wer sich weitere Führungsfähigkeiten aneignen möchte, kann sich bestimmte Projekte im Rahmen der TM-Bildungswege anerkennen lassen, so z. B. die Vorbereitung von Veranstaltungen, Funktionen bei der Organisation, die Betreuung von einzelnen Mitgliedern oder den Aufbau und das Mentoring neuer Clubs.
Damit das Lernen gelingen kann, ist die vertrauensvolle Atmosphäre bei den Treffen sehr wichtig. Gäste sind bei Toastmasters-Treffen jederzeit willkommen.
Gepflogenheiten
Bei Toastmasters wird viel applaudiert, wodurch Mitglieder und Gäste in ihrem Lernfortschritt unterstützt werden sollen. Auch wenn jemand bei seiner Rede ins Stocken gerät oder abbricht – er bekommt trotzdem Applaus. Damit wird Respekt ausgedrückt für den Mut, es zu versuchen.

## Redewettbewerbe
Über die regelmäßigen Clubmeetings hinaus finden halbjährlich Redewettbewerbe in den Sprachen Englisch, Deutsch und Französisch statt. Diese beginnen auf Club-Ebene und gehen über mehrere Instanzen (Area, Division, District) bis hin zum internationalen Redewettbewerb, der in englischer Sprache abgehalten wird. Bei den Frühjahrswettbewerben handelt es sich um die vorbereitete internationale Rede und um Bewertungsreden, im Herbst um vorbereitete humorvolle Reden und um Stegreifreden.
Jedes Jahr verleiht Toastmasters International den Golden Gavel-Award. Dieser gehört zu den international anerkanntesten Auszeichnungen für herausragende Redner. Zu den bekanntesten Preisträgern gehören unter anderem John C. Maxwell (2012), Stephen Covey (2004), Zig Ziglar (1999), Deepak Chopra (1997), Anthony Robbins (1995).

## Wortbedeutung
Der Name „Toastmasters“ leitet sich vom englischen Wort für Zeremonienmeister ab. Ein Toast ist im Englischen ein Trinkspruch, zum Wohle der Anwesenden. Demnach ist ein Toastmaster ein Meister des Trinkspruchs. Bei Toastmasters-Treffen wird dennoch selten getrunken.